# Parti travailliste unifié (Arménie)
Le Parti travailliste unifié (en arménien Միավորված աշխատանքային կուսակցություն (Miavorvats Ashkhatankayin Kusaksutyun)) est un parti politique arménien de tendance sociale-démocrate, dirigé par Gurgen Arsenian.
Il a obtenu 5,7 % des voix aux élections législatives de 2003, faisant ainsi élire 6 députés à l'Assemblée nationale. En 2007, le Parti travailliste unifié n'obtient plus que 4,4 % des voix et perd tous ses mandats.